# Gunnar Adler-Karlsson
Gunnar Adler-Karlsson (Karlshamn, 6 de março de 1933 – Stockholm, 28 de dezembro de 2020) é um dos mais conhecidos teóricos suecos do socialismo democrático desde os anos 1960 à atualidade.
Apesar de partir da social-democracia, a sua posição tem sido crítica em relação ao Partido Social-Democrata sueco, sendo autor da noção do "socialismo funcional" (funktionssocialism), em que defende uma terceira via entre o comunismo e o capitalismo.